# Малая Чернея
Малая Чернея — деревня в Холм-Жирковском районе Смоленской области России. Входит в состав Печатниковского сельского поселения. Население — 1 житель (2007 год). 
Расположена в северной части области в 11 км к северо-западу от Холм-Жирковского, в 45 км севернее автодороги М1 «Беларусь», на берегу реки Малая Чернея. В 6 км юго-западнее деревни расположена железнодорожная станция Канютино на линии Дурово — Владимирский Тупик. 

## История
В годы Великой Отечественной войны деревня была оккупирована гитлеровскими войсками в октябре 1941 года, освобождена в марте 1943 года.